# Keigo Tsunemoto
Keigo Tsunemoto (常本 佳吾, Tsunemoto Keigo), né le 21 octobre 1998 à Minami-ku au Japon, est un footballeur japonais. Il évolue au poste d'arrière droit au FC Bâle.

## Biographie

### En club
Né à Minami-ku au Japon, Keigo Tsunemoto est notamment formé au Yokohama F. Marinos puis étudie à l'Université Meiji avant de rejoindre le Kashima Antlers. 
Tsunemoto joue son premier match en professionnel le 3 novembre 2020, à l'occasion d'une rencontre de J. League 1, contre le Yokohama F. Marinos. Il entre en jeu à la place de Kei Koizumi et son équipe s'impose par trois buts à deux,.
Il inscrit son premier but en professionnel le 27 juin 2021, lors d'une rencontre de championnat face au Hokkaido Consadole Sapporo. Titulaire, il participe à la victoire de son équipe par quatre buts à zéro,.
Le 15 juillet 2023, Keigo Tsunemoto rejoint le Servette FC, où il retrouve notamment René Weiler, qui a été son entraîneur au Kashima Antlers.
Tsunemoto joue son premier match sous ses nouvelles couleurs le 22 juillet 2023, à l'occasion de la première journée de la saison 2023-2024 de Super League, la première division suisse, face au Grasshopper Club Zurich. Il est titularisé et son équipe l'emporte par trois buts à un. 
Le 2 juin 2024, il remporte la coupe de Suisse avec le Servette FC.
Début juillet 2025, le Servette FC annonce le départ du joueur pour un autre club de Super League.
Il signe chez l'actuel champion de Suisse, le FC Bâle en juillet 2025, il a signé un contrat jusqu'en été 2028.

### En sélection
Keigo Tsunemoto joue un seul match avec l'équipe du Japon des moins de 17 ans, le 21 janvier 2015 contre la Russie. Il entre en jeu et les deux équipes se neutralisent (0-0 score final).